# Paravespula
Paravespula is een ondergeslacht uit de onderfamilie Vespinae (veldwespen), bestaande uit vier soorten. Ze worden ook weleens de kortkopwespen genoemd. Het taxon bevat twee veelvoorkomende soorten: de Duitse wesp (Vespula germanica) en de gewone wesp (Vespula vulgaris).

## Soorten
- Duitse wesp (Vespula germanica)
- Rode wesp (Vespula rufa)
- Gewone wesp (Vespula vulgaris)